# 愛ブルーム/RULE
「愛ブルーム／RULE」（あいブルーム／ルール）は、日本のヒップホップMC、SKY-HIのメジャーデビューとなる1枚目のシングルである。2013年8月7日発売。発売元はavex trax。

## 概要
- AAAのメンバーでもある日高光啓がSKY-HI名義としてエイベックスからリリースしたデビュー作である。2006年からクラブシーンでのラップ活動を始め、2012年にオムニバス形式で発売されたコンピレーション・アルバム『SKY-HI presents FLOATIN' LAB』などの反響を得てのメジャーデビューとなった。SKY-HIとしてCDが正式にリリースされるのはこれが初となる。
- 当初はアルバムでデビューをする予定でいたが、周りの声もあってシングルとしてデビューすることとなった[1]。RULEは先に完成しており、愛ブルームはRULEでのデビューを受けて両A面としてリリースしたいと短期間で急遽制作された楽曲である。愛ブルームとRULEは正反対の楽曲として完成し、「他のラッパー、っていうか他のどのアーティストにも絶対無い二面性を、これでもかってくらい出してる両A面」とコメントしている[2]。
- DVDが付いた初回盤とボーナストラック「JOY & RICH -Original Version-」が収録された通常盤の2形態でリリースされる。

## 収録曲
CD
1. 愛ブルーム [4:34]
  - 作詞：SKY-HI 作曲：SKY-HI / UTA

このシングルのPOPサイドとされている。ポップなのは後付けだとSKY-HIは語っており、当時アメリカでディスコブームが流行っていたことが制作に影響している[3]。
大月壮がディレクターとして制作されたPVでは世界初のマッピング技術が駆使されている。
2013年9月13日にiTunesにてtofubeatsによるリミックス作「愛ブルーム tofubeats \enternet-experience」が配信された。
2. RULE [4:19]
  - 作詞：SKY-HI 作曲：SKY-HI / UTA

このシングルのストイックサイドとされている。コーラスにはカナダ出身の女性シンガー(両親はジャマイカ人)であるオリビア・バレルが参加している。PVではSKY-HIが終わりになるにつれビショ濡れとなる。
3. 愛ブルーム (Instrumental) [4:33]
4. RULE (Instrumetal) [4:20]
5. 愛ブルーム (acappella) [3:52]
6. RULE (acappella) [3:54]
7. (通常盤のみ)JOY & RICH -Original Version- [3:01]
YouTubeに公開されたJOY & RICH -Harlem Shake Jack-をオリジナルバージョンとしてCD化。歌詞は割愛されている。

DVD
CD+DVD盤のみ
1. 愛ブルーム (Music Clip)
2. 愛ブルーム (Music Clip Short Making)